# 安利峰
77°30′S 169°2′E / 77.500°S 169.033°E
安利峰（英語：Ainley Peak）是南極洲的山峰，座標77°30′S 169°2′E / 77.500°S 169.033°E，位於羅斯島東部，處於郵政局山西南面5公里，海拔高度1,240（4,070英尺），以美國研究隊的鳥類學家命名，現時由南極條約體系管理。